# 液态水路径
液态水路径- 简写为LWP, 以 g/m2为单位，是大气中两点之间存在的液态水总量的量度。 
LWP 是理解大气中辐射传输特性的重要参量。它被定义为大气中两点之间液态水含量的积分。从天顶向天底方向（竖直方向）观测整个大气柱，我们有
{\displaystyle LWP=\int _{z=0}^{\infty }\rho _{air}r_{L}dz'}
其中rL是液态水的混合比，ρair是空气的密度（包括其中含有的水分）。 
当大气处于近似流体静力平衡状态，大气压的流体静力方程为
{\displaystyle {\frac {dp}{dz}}=-\rho _{air}g}
然后得
{\displaystyle LWP=\int _{0}^{p=p_{0}}r_{L}dp/g}
其中g是重力加速度， dp是大气中两层之间的压力变化量，积分自大气层顶到地表。也可以在任意两个选定气压层之间定义液态水路径。
液态水路径可以从被动和主动遥感（例如微波辐射计仪器，例如SSM/I）中近似反演得出。
海洋层积云中液态水路径的典型值可以是20-80 g/m 2的数量级。 
液态水路径的计算有助于推导重要的云参数。随着液态水路径值的增加，云的反照率也会增加。这种反照率的增加在液态水路径谱的下端最为迅速，也就是说，总水含量越小，反照率增加得越快。云的辐射吸收强度也取决于液态水路径。液态水路径的增加导致吸收的增加。同样，最大的增加出现在液态水路径水平较低的情况下。 这些联系是由液态水路径和云的光学深度之间的比例关系产生的。 